# Камелеон (сазвежђе)
Камелеон (лат. Chamaeleon) је мало (по површини 79. од 88) и слабо (ниједна звезда није сјајнија од 4. магнитуде) сазвежђе јужне хемисфере које се не може видети северно од екватора. Дефинисао га је у 16. веку холандски астроном Петар Планције. Аустралијанци га некад називају „тигањ“.

## Звезде
Најсјајнија звезда овог сазвежђа је алфа Камелеона магнитуде 4,07, удаљена од Сунца 63,5 светлосних година; а следи је гама Камелеона магнитуде 4,11. Бета камелеона је трећа по сјајности, у питању је звезда главног низа ХР дијаграма B класе која се налази на око 270 светлосних година од Сунца а магнитуда јој се креће између 4,24 и 4,30.
Бинарне звезде у Камелеону су делта-1 (блиске, скоро идентичне звезде), епсилон (такође блиске звезде) и тета Камелеона (две удаљене звезде).

## Објекти дубоког неба
У сазвежђу Камелеон се налази најјужнија планетарна маглина до сада откривена — NGC 3195.
Око ете Камелеона је 1999. откривено необично отворено звездано јато које се састоји од 12 звезда старости око 8 милиона година (врло младе у односу на звездану еволуцију). Јато је откривено захваљујући X-зрачењу звезда у њему, а карактеристично је и по томе што нема никаквог међузвезданог гаса (из кога су звезде настале).